# Muraenesox
Muraenesox is een geslacht van straalvinnige vissen uit de familie van de snoekalen (Muraenesocidae). Het geslacht is voor het eerst wetenschappelijk beschreven in 1843 door M'Clelland.

## Soorten
- Muraenesox bagio (Hamilton, 1822)
- Muraenesox cinereus (Forsskål, 1775) – Batavia snoekaal
- Muraenesox yamaguchiensis Katayama & Takai, 1954